# Göran Svalberg
Per Göran Svalberg, född 15 juli 1965, är en svensk balettdansör och hovdansare.
Svalberg, vars hela familj ägnat sig åt danskonsten, utbildades vid Kungliga Teaterns balettskola och blev 1983 dansare vid Kungliga Baletten, 1986 solist, 1991 premiärdansare och utnämndes år 2000 till hovdansare.Han har också verkat mycket utomlands.1988-91 dansade han för Maurice Béjarts Béjart Ballet i Lausanne, 1991-95 var han fast gästsolist vid Deutsche Opers balett i Berlin, där han bland annat dansade Siegfred i Ringen, en roll som Maurice Béjart skapat för honom (efter Nibelungens ring) samt huvudrollerna i Peter Schaufuss Tjajkovskijtrilogi – Törnosa, Svansjön och Nötknäpparen. Han har även gästspelat i de flesta europeiska länderna, i ett femtontal städer i Japan, samt medverkat i föreställningar i Tokyo och Osaka som deltagande i World Ballet Festival 1991 och vid turnéer i USA. Han har också dansat med kompaniet Stockholm 59° North. Svalberg är känd framför allt för sina många skickligt utförda prins-roller och har dansat de flesta klassiska baletternas huvudroller.
Han har fått Mariane Orlandos Stipendium, Dagens Nyheters Kasperpriset, Carina Ari-medaljen och stipendium, var 1994 den förste svensken att ta emot Philip Morris Ballet Flower Award. I samband med sin avskedsföreställning och tjänstepensionering från Kungliga Baletten 2007 erhöll han också stipendium ur Gunilla Roempkes dansstiftelse.

## Roller (urval)
Prinsen och Narren i Svansjön (Nathalie Conus), Prinsen och Carabosse i Törnrosa (Dame Beryl Grey), Prinsen i Askungen (Sir Frederic Ashton), Romeo i Romeo och Julia (Sir Kenneth MacMillan), Basilio i Don Quijote (Rudolf Nurejev), titelrollen i Peer Gynt (John Neumeier), Philostrat/Puck i En midsommarnattsdröm (John Neumeier), Solor och Brahminen i La Bayadère (Natalia Makarova), Den utvalde i Våroffer (Maurice Béjart), James i Sylfiden (August Bournonville), Rothbart i Svansjön (Sir Peter Wright) med flera. Han har även haft solouppgifter i baletter av bland annat George Balanchine,  John Cranko, Rudi van Dantzig, Ulysses Dove, Jiri Kylian, William Forsythe, Mats Ek, Nacho Duato och Birgitta Egerbladh. Vid Drottningholms Slottsteater har han bland annat dansat titelrollerna i Regina Beck-Friis Don Juan och Ivo Cramérs Figaro.